# The Blues Band
The Blues Band is een in 1979 opgerichte Britse blues- en rockband.

## Bezetting
- Paul Jones (zang, mondharmonica, 1979-heden)
- Tom McGuinness[3] (gitaar, 1979-heden)
- Dave Kelly[4] (gitaar, zang, 1979-heden)
- Gary Fletcher[5] (basgitaar, 1979-heden)
- Hughie Flint[6] (drums, tot 1982)
- Rob Townsend[7] (drums, sinds 1982)

## Geschiedenis
Paul Jones (eigenlijk Paul Bond) was tijdens de jaren 1960 leadzanger van de band Manfred Mann en werkte later als solist, acteur en radiopresentator. Bij Manfred Mann speelde hij samen met Tom McGuinness. Deze formeerde in 1969 met Hughie Flint (voorheen John Mayall's Bluesbreakers) de formatie McGuinness Flint. In 1979 ontmoetten Jones, McGuinness, Flint, zanger/gitarist Dave Kelly (voorheen The John Dummer Blues Band, Howlin' Wolf en John Lee Hooker) en bassist Gary Fletcher elkaar om samen, vooral in Londense pubs, met plezier aan de r&b te musiceren.
Hun eerste opname, het Official Blues Band Bootleg Album, ontstond in de studio uit een mengeling van standardbluessongs en eigen composities, waaronder het door Jones en McGuinness geschreven Come On In en Flatfoot Sam, dat een van hun meest gespeelde livesongs werd. Aangezien geen label de opnamen wilde, bracht de band ze eerst tijdens concerten en per mail bij hun fans, voordat Arista Records de band onder contract nam en de lp officieel en met succes uitbracht. Ze plaatste zich in maart 1980 in de Britse hitlijst (#40). In april 1980 slaagde de band erin om een vaste fanschare in Europa, vooral in Duitsland, aan zich te binden met hun optreden als eerste act van de 6e Rockpalast-rocknacht in de Grugahalle in Essen.
In juli 1980 bracht de band de ep (in Duitsland als single) Maggie's Farm van Bob Dylan als eerste song uit. De song werd aan het begin van het tijdperk van de conservatieve regering van premier Margaret Thatcher in het Verenigd Koninkrijk steeds weer en graag gecoverd, bijvoorbeeld ook door The Specials. Deze ep bleef het enige singlesucces van The Blues Band. In 1980 en 1981 plaatsten de twee volgende albums zich weer in de hitlijsten.
In 1982 verliet Flint de band en werd vervangen door drummer Rob Townsend (voorheen Family). In 1983 werd de band kortstondig ontbonden nadat ze het livealbum Bye Bye Blues hadden uitgebracht, maar werd later weer opnieuw geformeerd. Hoewel ze nooit meer in de buurt van een hitsucces kwamen, bleef de band sindsdien samen en is ze na meer dan een kwarteeuw nog altijd present op podium en geluidsdrager. Tijdens deze periode ontstonden bijna twintig albums, en het nieuwste Thank You Brother is een tribute aan Ray Charles, met coverversies van diens songs. In 2004 verscheen ook de live-dvd Across Borders – Live.
Jones, McGuinness en Townsend zijn naast hun werkzaamheden in The Blues Band ook lid van The Manfreds. Jones en Kelly treden nu en dan ook op als duo, en Kelly geeft concerten met de Dave Kelly Band.

## Discografie

### Singles
- 1980: Come on in / The Blues Band Song
- 1980: Find yourself another Fool / SUS Blues
- 1980: Nadine / That’s all right
- 1981: Who’s right, who’s wrong? / Itchy Feet
- 1981: Come on / Green Stuff
- 1982: Take me Home / So bad
- 1982: Hey Hey Little Girl / SUS Blues (gelimiteerde livesingle)
- 1982: Seemed like a good Idea / Rolling Log
- 1989: Blue Collar / Duisburg Blues

### Albums
- 1980: The Official Blues Band Bootleg Album
- 1980: Ready
- 1981: Itchy Feet
- 1982: Brand Loyalty
- 1983: Bye Bye Blues (live)
- 1986: These Kind of Blues
- 1989: Back for More
- 1991: Fat City
- 1993: Homage
- 1995: Wireless
- 1996: Live at the BBC
- 1997: 18 Years Old & Alive

- 1999: The Best of the Blues Band (USA)
- 2000: Brassed Up
- 2001: Scratchin’ on My Screen
- 2002: Stepping Out
- 2004: Be My Guest
- 2004: The Official Gary Fletcher Bootleg Album (demo's)
- 2005: Blues Band Box (4cd-compilatie)
- 2006: Thank You Brother Ray
- 2011: Few Short Lines
- 2013: Live At Rockpalast (cd/dvd-set)
- 2017: The Big Blues Band Live Album
- 2018: The Rooster Crowed

### Video-albums
- 2004: Across Borders (live)
- 2005: Steppin' Out on Main
- 2013: Live At Rockpalast (cd/dvd-set)